# Glossina pallicera
Glossina pallicera är en tvåvingeart som beskrevs av Jacques-Marie-Frangile Bigot 1891. Glossina pallicera ingår i släktet tsetseflugor, och familjen Glossinidae. Inga underarter finns listade i Catalogue of Life.